# Utetheisa lepida
Utetheisa lepida är en fjärilsart som beskrevs av Jules Pièrre Rambur 1866. Utetheisa lepida ingår i släktet Utetheisa och familjen björnspinnare. Inga underarter finns listade i Catalogue of Life.